# I Can't Think Straight
I Can't Think Straight é um filme de temática lésbica realizado por Shamim Sarif, que relata a descoberta do amor entre duas jovens de descendência palestiniana e indiana, residentes em Londres, protagonizadas por Lisa Ray e Sheetal Sheth. As duas protagonistas juntam-se novamente a Shamim Sarif, no drama histórico The World Unseen (2008).

## Sinopse
Duas mulheres de origens profundamente diferentes descobrem que o amor entre elas é forte demais para negar. Tala (Lisa Ray) é uma jordana residente em Londres de ascendência palestiniana. É uma cristã a meio do planeamento do seu casamento com um noivo jordano, depois de ter deixado já outros três noivos no dia do casamento. Leyla (Sheetal Sheth) é uma muçulmana tímida, muito próxima do melhor amigo de Tala, Ali. Conhecendo-se num encontro de amigos, Tala e Leyla formam um vínculo lento que cresce a cada minuto que passam juntas.
Eventualmente, as duas revelam os seus verdadeiros sentimentos enquanto passam uns dias em Oxford, e percebem que se apaixonaram. Mas, Tala incapaz de revelar os seus sentimentos à sua família, voa de volta para a Jordânia, pois a data do casamento aproxima-se. De volta a Londres, Leyla de coração partido decide ser honesta com ela e conta à sua família que é homossexual.
Percebendo o amor entre Leyla e Tala, a irmã de Leyla e Ali tomam como missão reunir as duas, mas Leyla só concebe um relacionamento em que ambas são verdadeiras consigo e com as suas famílias. Depois de descobrir que Tala afinal não se casou, Leyla põe como condição a Tala que conte a verdade sobre si aos pais.

## Elenco[3]
- Lisa Ray - Tala
- Sheetal Sheth - Leyla
- Antonia Frering - Reema
- Dalip Tahil - Omar
- Nina Wadia - Housekeeper
- Ernest Ignatius - Sam
- Kimberly Jaraj - Zina
- Sam Vincenti - Kareem
- Anya Lahiri - Lamia
- Rez Kempton - Ali
- Daud Shah - Hani
- Ishwar Maharaj - Sami
- Amber Rose Revah - Yasmin

## Prémios
- Best Feature - Audience Award - Miami Gay & Lesbian Film Festival 2009
- Best Feature - International Gay and Lesbian Film Festival Of Canary Islands, 2009
- Best Feature - Afterellen Visibility Awards
- Best Feature - Audience Award - Melbourne Queer Film Festival 2009
- Best Feature - Audience Award - Pink Apple 2009
- Audience Award Best Feature Film - Fairy Tales International Queer Diversity Film Festival (Calgary) 2009
- Jury Winner Best Feature Film - Festival Del Mar, Maiorca 2009
- Audience Award - Best Feature - Vancouver Queer Film Festival 2009
- Best lesbian movie - The Holebifilmfestival Vlaams-Brabant 2009, Bélgica
- Jury award for Best Women's Feature - Tampa International Gay & Lesbian Film Festival 2009
- Best Feature Film - Gay Film Nights International Film Festival 2009